# ابن القصار
أبو الحسن علي بن عمر بن أحمد البغدادي، المعروف بـابن القصار. إمام من الثقات، قليل الحديث، كان أصوليا نظارا، ولي قضاء بغداد، وكان من كبار تلامذة القاضي أبي بكر الأبهري. مات في ثامن ذي القعدة، سنة سبع وتسعين وثلاثمائة.

## روايته للحديث النبوي
- حدث عن: علي بن الفضل الستوري وغيره.
- روى عنه: أبو ذر الحافظ، وأبو الحسين بن المهتدي بالله.

## كتبه
- عيون الأدلة في مسائل الخلاف بين فقهاء الأمصار

- المقدمة في أصول الفقه

## ثناء العلماء عليه
- قال القاضي عياض: «كان أصوليا نظارا، ولي قضاء بغداد».
- قال أبو ذر: «هو أفقه من لقيت من المالكيين، وكان ثقة قليل الحديث».